# NGC 3057
NGC 3057 је спирална галаксија у сазвежђу Змај која се налази на NGC листи објеката дубоког неба.
Деклинација објекта је + 80° 17' 7" а ректасцензија 10h 5m 39,5s. Привидна величина (магнитуда) објекта NGC 3057 износи 12,9 а фотографска магнитуда 13,5. Налази се на удаљености од 25,7000 милиона парсека од Сунца. NGC 3057 је још познат и под ознакама UGC 5404, MCG 14-5-10, DDO 67, CGCG 364-15, IRAS 09596+8032, PGC 29296.